# Leucoloma oncophorellum
Leucoloma oncophorellum är en bladmossart som beskrevs av C. Müller 1900. Leucoloma oncophorellum ingår i släktet Leucoloma och familjen Dicranaceae. Inga underarter finns listade i Catalogue of Life.